# Альтенмаркт-ан-дер-Тристинг
Альтенмаркт-ан-дер-Тристинг (нем. Altenmarkt an der Triesting) — ярмарочная коммуна (нем. Marktgemeinde) в Австрии, в федеральной земле Нижняя Австрия.
Входит в состав округа Баден.  Население составляет 2116 человек (на 31 декабря 2005 года). Занимает площадь 63,43 км². Официальный код  —  3 06 02.

## Фотографии

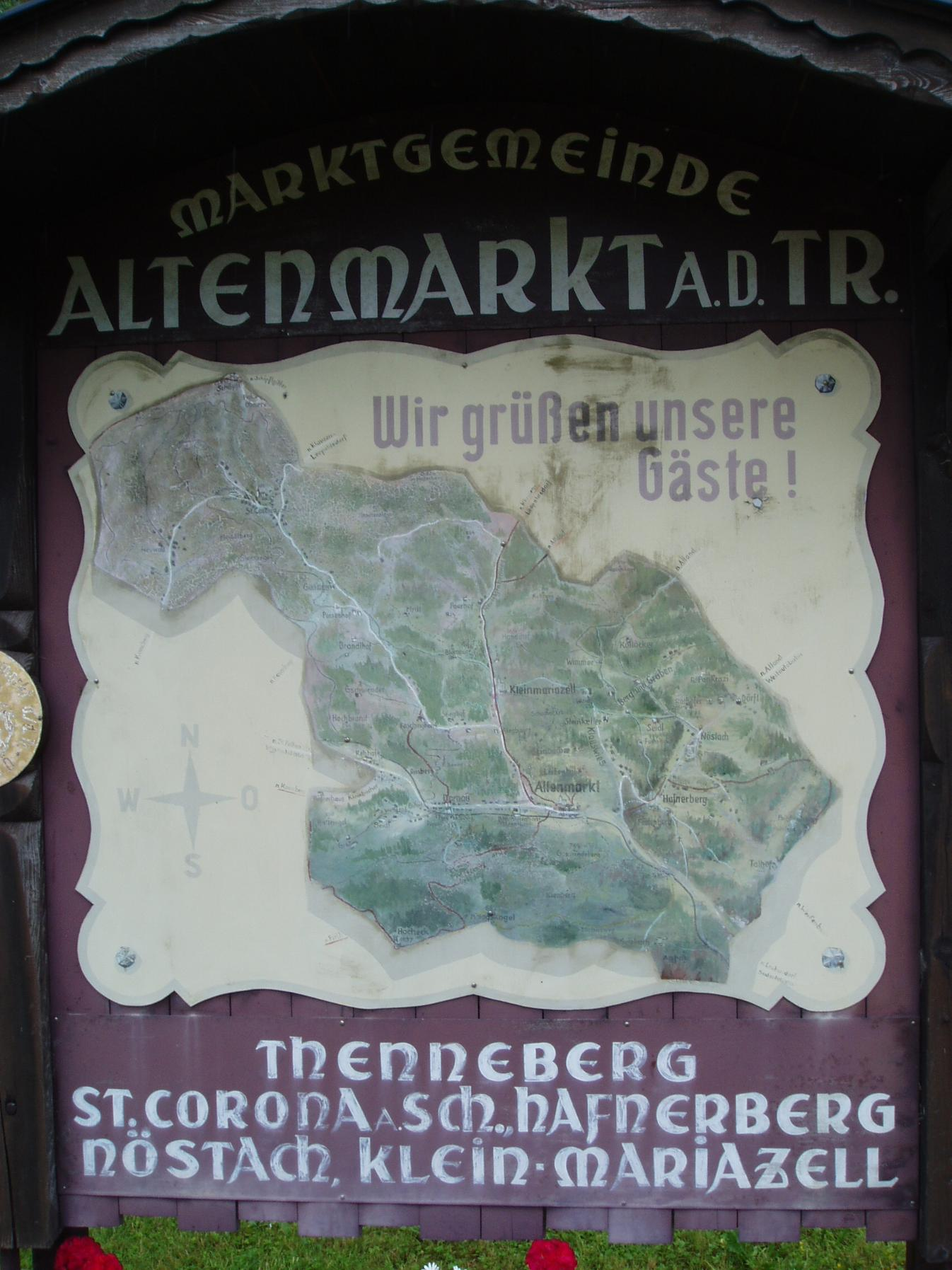
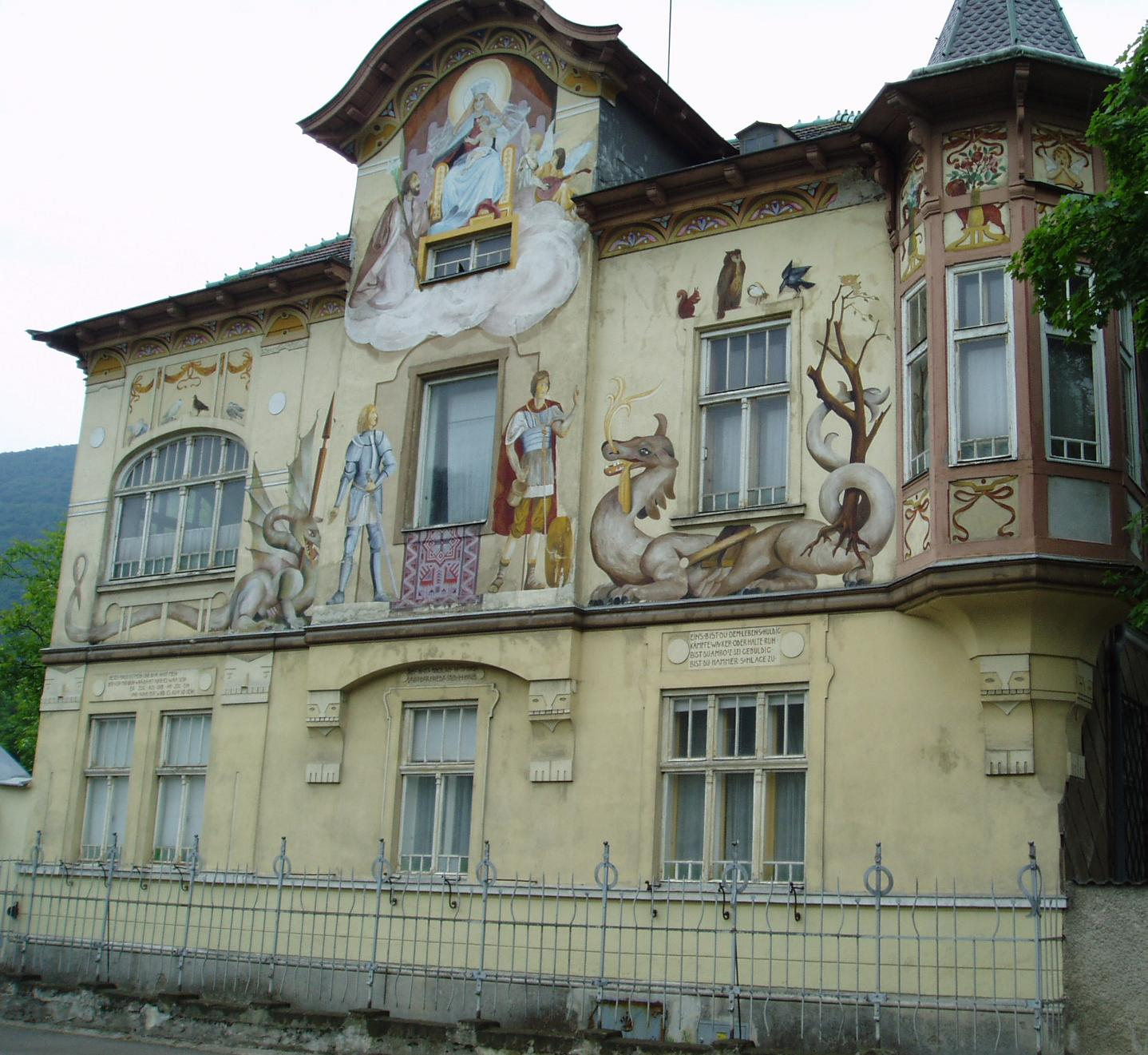
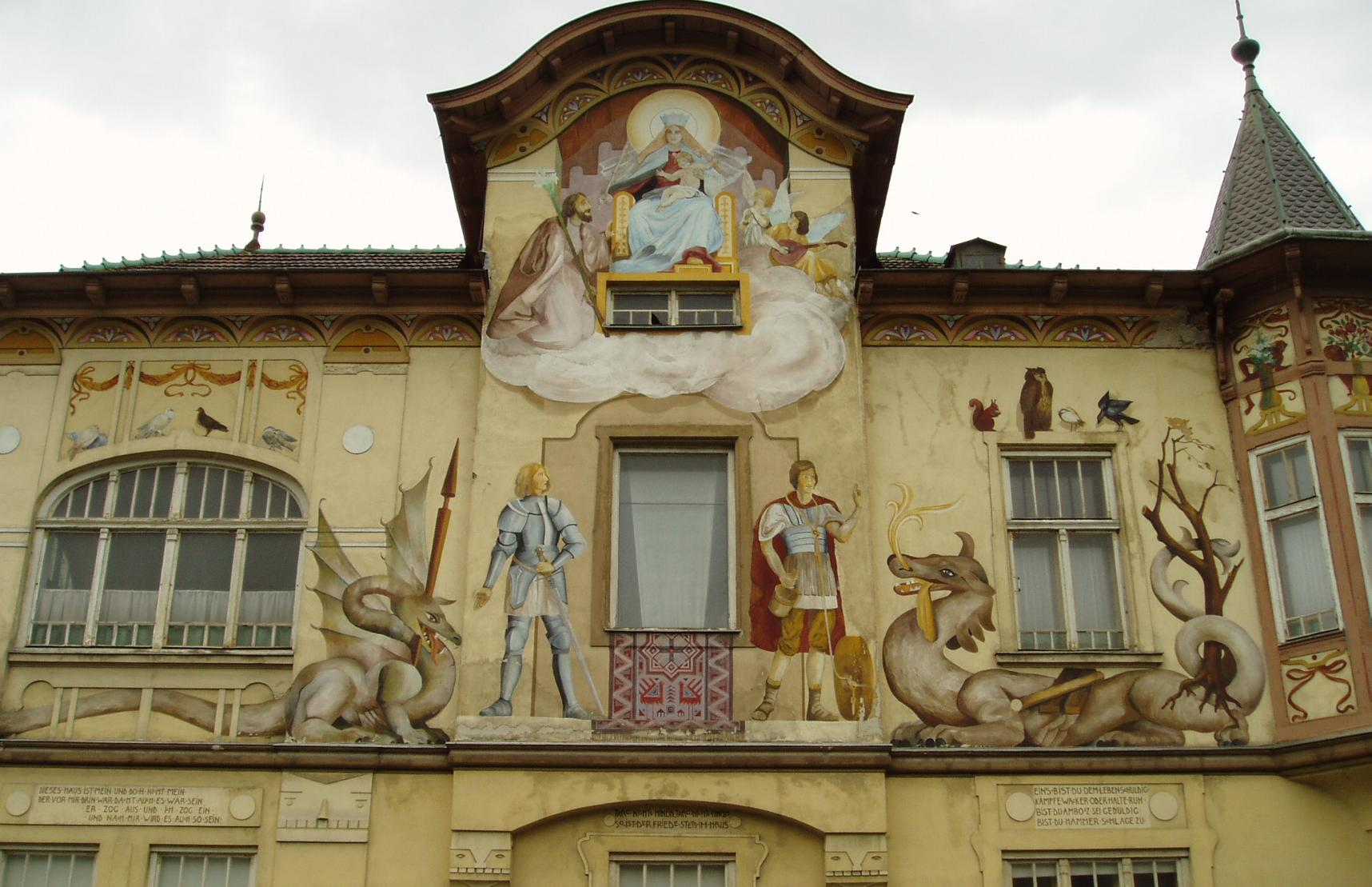
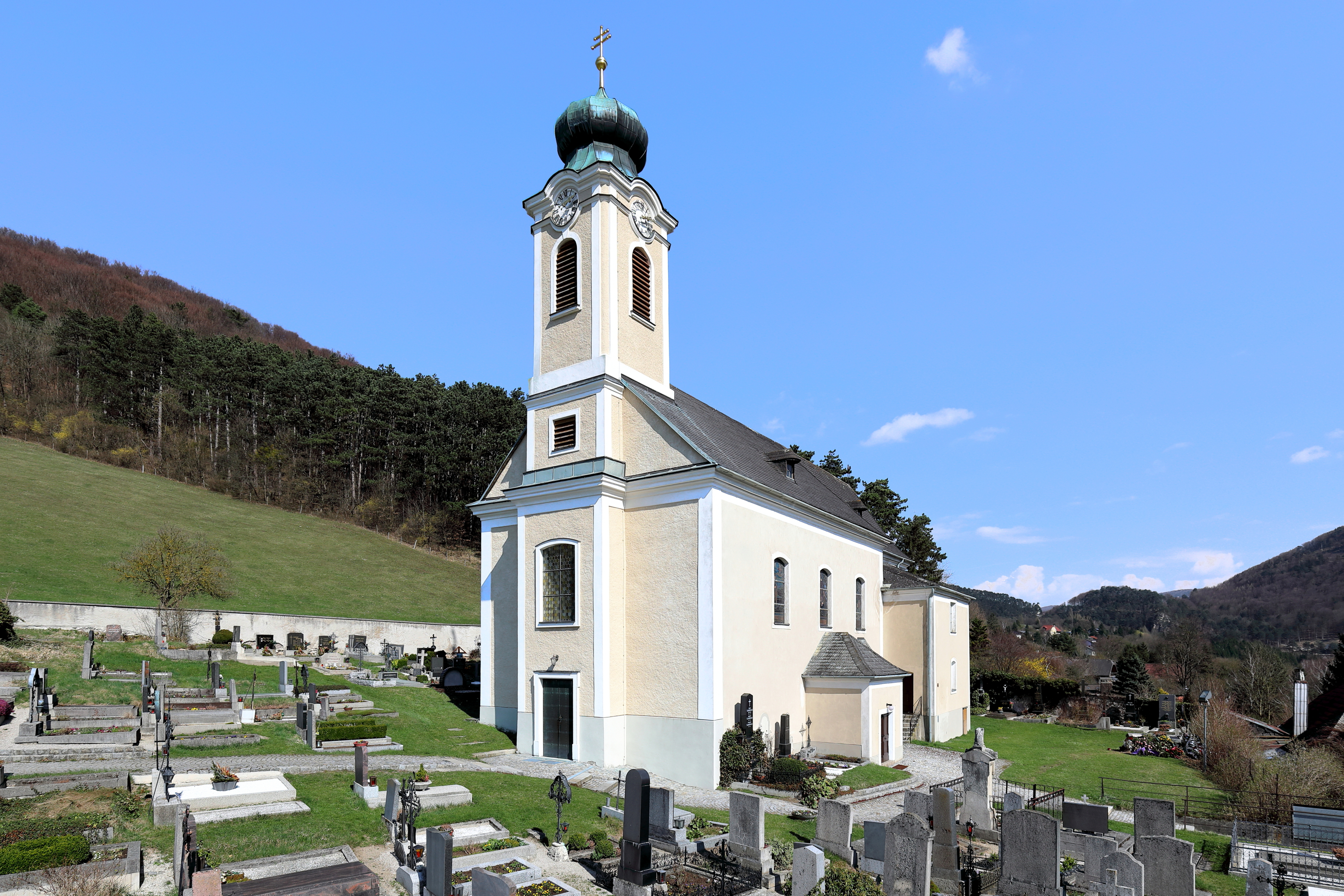
Церковь
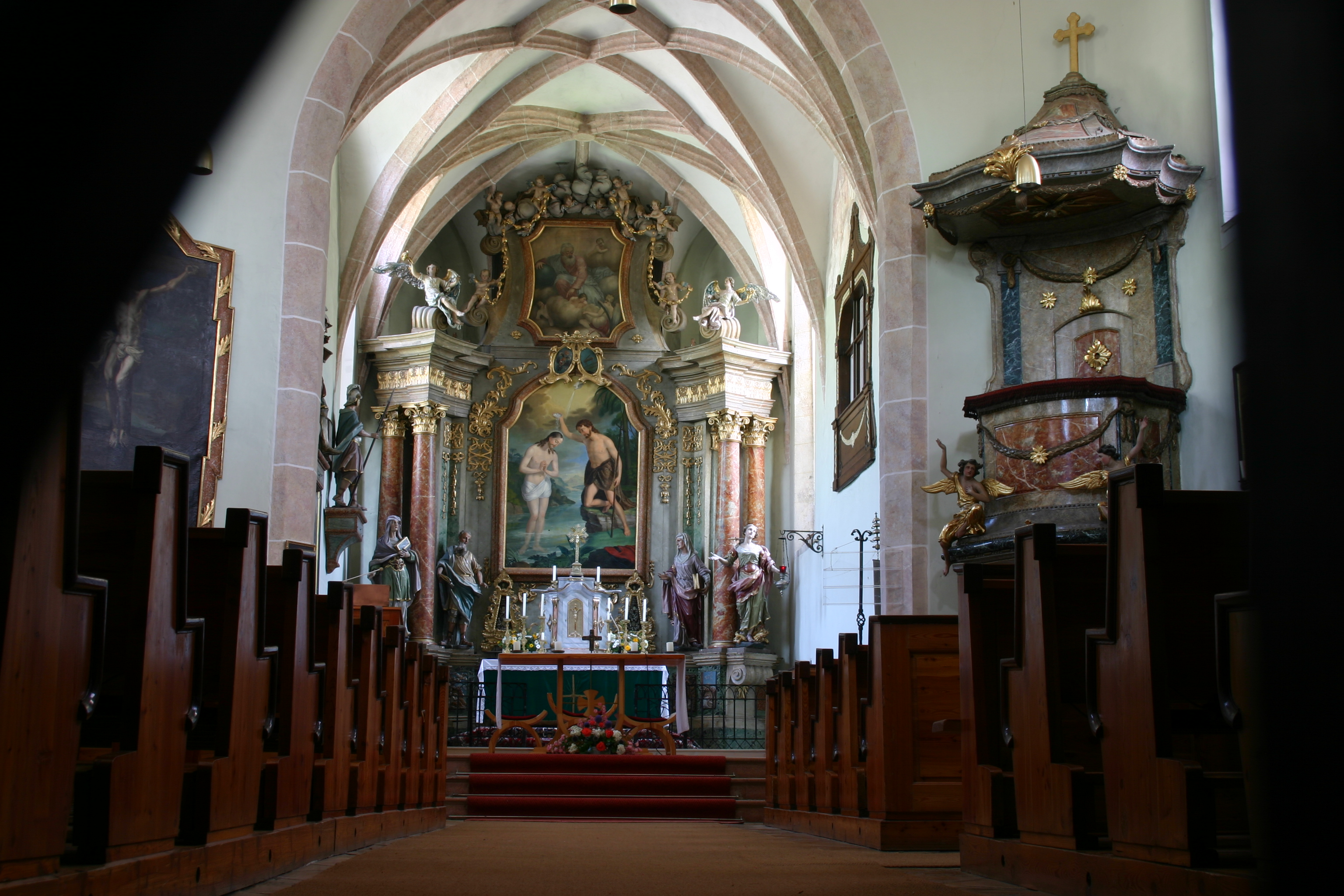
Церковь

## Политическая ситуация
Бургомистр коммуны — Йозеф Бальбер (АНП) по результатам выборов 2005 года.
Совет представителей коммуны (нем. Gemeinderat) состоит из 21 места.
- АНП занимает 14 мест.
- СДПА занимает 7 мест.